# Зирм, Эдуард
Эдуард Конрад Зирм (18 марта 1863 - 15 марта 1944) - австрийский офтальмолог, 7 декабря 1905 года выполнивший первую успешную пересадку роговицы у человека.

## Биография
Родился в Вене, где получил медицинское образование в венском университете. В глазной клинике университета он занимался офтальмологией. Окончив университет, Зирм устроился во Вторую глазную клинику Вены, а в 1892 году переехал в Ольмютц, Моравия, где открыл в местной больнице офтальмологического отделения и возглавил его.
Первая операция по пересадке роговицы
Попытки выполнить пересадку роговицы человека (кератопластика) предпринимались без особого успеха в течение всего XIX века. Использовались как роговица животных, так и человека. Было два варианта операции - пересадка диска роговицы нормальной толщины или пересадка слоя роговицы (ламеллы стромы роговицы) поверх роговицы в глазу реципиента. К конце 1880-х пересадка ламеллы считалась предпочтительной, поскольку целая роговица неизменно отторгалась через несколько дней после пересадки.
В 1905 году к Зирму попал Алуис Глодар, 45-летний пациент из Чехии, который потерял зрение после работы с гашеной известью. В это же время в клинику Зирма поступил 11-летний подросток по имени Карл Брауэр с проникающими травмами обоих глаз. После того, как спасти глаза Брауэра не удалось, с разрешения отца подростка Зирм удалил их и сохранил роговицу для пересадки Глодару. Операция на одном глазу прошла достаточно успешно, чтобы Глодар мог вернуться к работе.
В то время операция и послеоперационное восстановление были затруднены из-за отсутствия микроскопов и микрохирургических инструментов. Невозможно было качественно пришить донорскую роговицу к тканям реципиента. Поэтому Зирм был вынужден пришить коньюктиву поверх соединения донорской ткани с тканью пациента. В 20-м веке развитие микроскопии, микрохирургии, анестезии и асептических методов привели к резкому росту эффективности кератопластики, хотя в основе метода лежит первоначальный подход Зирма.
Интересы помимо офтальмологии
Зирм играл на скрипке и в свободное время изучал естественные науки.
В 1937 году он опубликовал работу Die Welt als Fühlen, в которой первым предложил идеи, которые сейчас известны под названием "эмоциональный интеллект". Зирм также был автором множества стихов и рассказов.
В 1944 году Зирм умер в Ольмютце.

## Наследие Зирма
В юбилейной лекции, посвященной годовщине пересадки роговицы, профессор Бок, заведующий вторым офтальмологическим отделением в венском университете сказал:
"Имя доктора Эдуарда Зирма навсегда связано с этим великим достижением медицины и офтальмологическое отделение университета Вены с гордостью вспоминает своего выпускника."
В 2006 году в опубликованном в Британском журнале офтальмологии обзоре статьи Зирма о результатах первой успешной полной пересадки роговицы три британских офтальмолога с явной завистью заключили:
"Зирм показал безусловно высокие навыки и глубокое понимание, но удача, а также прогресс науки и медицины также сыграли роль в этом потрясающем достижении, открывшем путь к успешному лечению тысяч пациентов по всему миру."